# Soupisky hokejových reprezentací na MS 2025
Hlavní článek: Mistrovství světa v ledním hokeji 2025
Na soupisce každého týmu bylo nejméně 15 bruslařů (útočníků a obránců) a dva brankáři, nejvýše 22 bruslařů a tři brankáři. Všech 16 zúčastněných zemí muselo prostřednictvím potvrzení svých národních svazů předložit soupisku do prvního zasedání direktoriátu IIHF. Pokud byla soupiska plná, mohl být hráč nahrazen po posouzení lékařem federace jiným hráčem z hráčů „dlouhého seznamu“. Zraněný hráč se již nemohl vrátit zpět do turnaje. Každý svaz poslal tzv. dlouhý seznam IIHF nejméně dva týdny před turnajem, bylo na něm celkem maximálně 70 hráčů do pole a 8 brankářů. Z tohoto dlouhého seznamu pak každý svaz udělal konečnou nominaci do turnaje. Hráče mimo tento seznam nebylo možné dát do nominace, ani nemohli být náhradníky.

## Skupina A

### Finsko
- Soupiska na oficiálních webových stránkách: zde
- Hlavní trenér:  Antti Pennanen
- Asistent trenéra:  Mikko Manner
- Asistent trenéra:  Jussi Tapola
- Trenér brankářů:  Aki Naykki

| 2  | O | Rasmus Rissanen      | Linköpings HC       |
| 4  | O | Mikko Lehtonen –     | ZSC Lions           |
| 15 | Ú | Lenni Hämeenaho      | Porin Ässät         |
| 18 | O | Vili Saarijärvi      | SCL Tigers          |
| 19 | Ú | Waltteri Merelä      | SC Bern             |
| 20 | Ú | Eeli Tolvanen        | Seattle Kraken      |
| 21 | Ú | Patrik Puistola      | Örebro HK           |
| 23 | O | Nikolas Matinpalo    | Ottawa Senators     |
| 24 | Ú | Hannes Björninen – A | Örebro HK           |
| 25 | Ú | Joona Ikonen         | Malmö Redhawks      |
| 27 | Ú | Mikael Pyyhtiä       | Cleveland Monsters  |
| 29 | Ú | Ahti Oksanen         | Lausanne HC         |
| 31 | B | Justus Annunen       | Nashville Predators |
| 33 | B | Emil Larmi           | Växjö Lakers        |
| 37 | O | Atro Leppänen        | Vaasan Sport        |
| 41 | Ú | Jan-Mikael Järvinen  | Porin Ässät         |
| 42 | O | Robin Salo           | Malmö Redhawks      |
| 47 | Ú | Eemil Erholtz        | Porin Ässät         |
| 50 | O | Mikael Seppälä       | HV71                |
| 61 | Ú | Juuso Pärssinen      | New York Rangers    |
| 62 | O | Jesper Mattila       | KalPa               |
| 74 | B | Juuse Saros          | Nashville Predators |
| 82 | Ú | Harri Pesonen        | SCL Tigers          |
| 86 | Ú | Teuvo Teräväinen – A | Chicago Blackhawks  |
| 91 | Ú | Juho Lammikko        | ZSC Lions           |

### Francie
- Soupiska na oficiálních webových stránkách: zde
- Hlavní trenér:  Yorick Treille
- Asistent trenéra:  Normand Bazin
- Asistent trenéra:  Cristobal Huet
- Asistent trenéra:  Ivano Zanatta
- Trenér brankářů:  Florian Hardy

| 3  | Ú | Charles Bertrand           | ERC Ingolstadt                |
| 5  | O | Enzo Guebey                | HC Davos                      |
| 6  | O | Vincent Llorca             | Ducs d'Angers                 |
| 7  | O | Pierre Crinon              | Brûleurs de Loups de Grenoble |
| 8  | O | Hugo Gallet – A            | Tappara                       |
| 9  | Ú | Alexandre Texier           | St. Louis Blues               |
| 20 | Ú | Fabien Colotti             | Spartiates de Marseille       |
| 22 | Ú | Guillaume Leclerc          | Brûleurs de Loups de Grenoble |
| 25 | Ú | Nicolas Ritz               | Ducs d'Angers                 |
| 27 | O | Jules Boscq                | Iowa Heartlanders             |
| 28 | O | Fabien Bourgeois           | Spartiates de Marseille       |
| 29 | Ú | Louis Boudon – A           | Nybro Vikings                 |
| 30 | B | Antoine Keller             | Lausanne HC                   |
| 32 | B | Quentin Papillon           | Boxers de Bordeaux            |
| 33 | B | Julian Junca               | HK Dukla Ingema Michalovce    |
| 41 | Ú | Pierre-Édouard Bellemare – | HC Ajoie                      |
| 44 | O | Kevin Spinozzi             | Boxers de Bordeaux            |
| 70 | Ú | Baptiste Bruche            | Boxers de Bordeaux            |
| 72 | Ú | Jordann Perret             | Mountfield HK                 |
| 77 | Ú | Sacha Treille              | Brûleurs de Loups de Grenoble |
| 81 | Ú | Anthony Rech               | Rouen Hockey Élite 76         |
| 86 | O | Yohan Coulaud              | Spartiates de Marseille       |
| 90 | Ú | Aurelien Dair              | Brûleurs de Loups de Grenoble |
| 94 | Ú | Tim Bozon                  | Lausanne HC                   |
| 95 | Ú | Kevin Bozon                | HC Ajoie                      |

### Kanada
- Soupiska na oficiálních webových stránkách: zde
- Hlavní trenér:  Dean Evason
- Asistent trenéra:  Andrew Brunette
- Asistent trenéra:  Ryan Huska
- Asistent trenéra:  Steven McCarthy
- Trenér brankářů:  David Alexander

| 6  | O | Travis Sanheim       | Philadelphia Flyers   |
| 7  | O | Mike Matheson        | Montreal Canadiens    |
| 8  | O | Noah Dobson          | New York Islanders    |
| 9  | Ú | Nathan MacKinnon – A | Colorado Avalanche    |
| 10 | Ú | Brayden Schenn       | St. Louis Blues       |
| 11 | Ú | Travis Konecny       | Philadelphia Flyers   |
| 14 | Ú | Bo Horvat            | New York Islanders    |
| 17 | Ú | Will Cuylle          | New York Rangers      |
| 19 | Ú | Adam Fantilli        | Columbus Blue Jackets |
| 24 | Ú | Phillip Danault      | Los Angeles Kings     |
| 27 | Ú | Barett Hayton        | Utah Mammoth          |
| 29 | B | Marc-André Fleury    | Minnesota Wild        |
| 31 | B | Dylan Garand         | Hartford Wolf Pack    |
| 41 | O | Ryker Evans          | Seattle Kraken        |
| 46 | O | Jared Spurgeon       | Minnesota Wild        |
| 50 | B | Jordan Binnington    | St. Louis Blues       |
| 52 | O | MacKenzie Weegar     | Calgary Flames        |
| 62 | O | Brandon Montour      | Seattle Kraken        |
| 71 | Ú | Tyson Foerster       | Philadelphia Flyers   |
| 87 | Ú | Sidney Crosby –      | Pittsburgh Penguins   |
| 90 | Ú | Ryan O'Reilly – A    | Nashville Predators   |
| 91 | Ú | Kent Johnson         | Columbus Blue Jackets |
| 94 | Ú | Porter Martone       | Brampton Steelheads   |
| 96 | Ú | Macklin Celebrini    | San Jose Sharks       |

### Lotyšsko
- Soupiska na oficiálních webových stránkách: zde
- Hlavní trenér:  Harijs Vītoliņš
- Asistent trenéra:  Lauris Dārziņš
- Asistent trenéra:  Artūrs Irbe
- Asistent trenéra:  Petteri Nummelin
- Asistent trenéra:  Raimonds Vilkoits
- Asistent trenéra:  Eriks Visockis

| 6  | O | Markuss Komuls       | Rytíři Kladno                  |
| 11 | Ú | Dans Ločmelis        | Providence Bruins              |
| 12 | Ú | Glebs Prohorenkovs   | Niagara Purple Eagles          |
| 13 | Ú | Rihards Bukarts      | HC Vítkovice Ridera            |
| 16 | Ú | Kaspars Daugaviņš –  |                                |
| 17 | Ú | Mārtiņš Dzierkals    | Skellefteå AIK                 |
| 18 | Ú | Rodrigo Ābols        | Philadelphia Flyers            |
| 21 | Ú | Rūdolfs Balcers      | ZSC Lions                      |
| 22 | Ú | Toms Andersons       | HC La Chaux-de-Fonds           |
| 27 | O | Oskars Cibuļskis     | Herning Blue Fox               |
| 29 | O | Ralfs Freibergs      | Mountfield HK                  |
| 34 | Ú | Eduards Tralmaks     | Rytíři Kladno                  |
| 36 | Ú | Martins Laviņš       | University of New Hampshire    |
| 40 | B | Mareks Mitens        | HK Spišská Nová Ves            |
| 42 | O | Miks Tumanovs        | JYP Jyväskylä                  |
| 43 | Ú | Anrī Ravinskis       | Hämeenlinnan Pallokerho        |
| 50 | B | Kristers Gudļevskis  | Fischtown Pinguins Bremerhaven |
| 55 | O | Roberts Mamčics      | HC Energie Karlovy Vary        |
| 72 | O | Jānis Jaks           | HC Energie Karlovy Vary        |
| 77 | O | Kristaps Zīle – A    | HC VERVA Litvínov              |
| 88 | B | Gustavs Grigals      | HK Dukla Trenčín               |
| 89 | Ú | Filips Buncis        | Odense Bulldogs                |
| 94 | O | Kristiāns Rubīns – A | HC Škoda Plzeň                 |
| 95 | Ú | Oskars Batņa         | Mountfield HK                  |
| 97 | Ú | Haralds Egle         | MHk 32 Liptovský Mikuláš       |

### Rakousko
- Soupiska na oficiálních webových stránkách: zde
- Hlavní trenér:  Roger Bader
- Asistent trenéra:  Christoph Brandner
- Asistent trenéra:  Kirk Furey
- Trenér brankářů:  Reinhard Divis

| 3  | Ú | Peter Schneider        | EC Red Bull Salzburg        |
| 4  | O | Ramon Schnetzer        | Pioneers Vorarlberg         |
| 5  | Ú | Thomas Raffl –         | EC Red Bull Salzburg        |
| 7  | Ú | Brian Lebler           | EHC Black Wings Linz        |
| 12 | O | David Maier            | EC KAC                      |
| 16 | Ú | Dominic Zwerger        | HC Ambrì-Piotta             |
| 18 | O | Paul Stapelfeldt       | EC Red Bull Salzburg        |
| 19 | Ú | Vinzenz Rohrer         | ZSC Lions                   |
| 21 | Ú | Lukas Haudum           | Graz 99ers                  |
| 24 | Ú | Benjamin Baumgartner   | SC Bern                     |
| 26 | Ú | Oliver Achermann       | HC La Chaux-de-Fonds        |
| 30 | B | David Kickert          | EC Red Bull Salzburg        |
| 31 | B | Benedikt Oschgan       | Växjö Lakers HC             |
| 32 | O | Bernd Wolf – A         | EHC Kloten                  |
| 33 | B | Florian Vorauer        | EC KAC                      |
| 45 | O | Gregor Biber           | Rögle BK                    |
| 48 | Ú | Lucas Thaler           | EC Red Bull Salzburg        |
| 52 | Ú | Paul Huber             | Graz 99ers                  |
| 78 | O | Thimo Nickl            | EC KAC                      |
| 80 | Ú | Nikolaus Kraus         | EC Red Bull Salzburg        |
| 84 | O | Luis Lindner           | University of New Hampshire |
| 91 | O | Dominique Heinrich – A | Vienna Capitals             |
| 92 | O | Clemens Unterweger     | EC KAC                      |
| 95 | Ú | Lukas Kainz            | Graz 99ers                  |
| 96 | Ú | Marco Kasper           | Detroit Red Wings           |

### Slovensko
- Soupiska na oficiálních webových stránkách: zde
- Hlavní trenér:  Vladimír Országh
- Asistent trenéra:  Peter Frühauf
- Asistent trenéra:  Ján Pardavý
- Asistent trenéra:  Róbert Petrovický
- Trenér brankářů:  Ján Lašák

| Slovensko na MS 2025                      | Slovensko na MS 2025 | Slovensko na MS 2025 | Slovensko na MS 2025         | Slovensko na MS 2025 | Slovensko na MS 2025 |
| Číslo                                     | Post                 | Hráč                 | Klub                         |                      |                      |
| ----------------------------------------- | -------------------- | -------------------- | ---------------------------- | -------------------- | -------------------- |
| 4                                         | O                    | Dávid Mudrák         | Mountfield HK                |                      |                      |
| 6                                         | O                    | Dávid Romaňák        | HK Spišská Nová Ves          |                      |                      |
| 7                                         | O                    | Mário Grman          | Admiral Vladivostok          |                      |                      |
| 8                                         | Ú                    | Maxim Čajkovič       | HC Verva Litvínov            |                      |                      |
| 10                                        | Ú                    | Adam Sýkora          | Hartford Wolf Pack           |                      |                      |
| 13                                        | Ú                    | Michal Krištof       | SCL Tigers                   |                      |                      |
| 15                                        | Ú                    | Dalibor Dvorský      | Springfield Thunderbirds     |                      |                      |
| 16                                        | Ú                    | Róbert Lantoši       | Bílí Tygři Liberec           |                      |                      |
| 17                                        | Ú                    | Matej Kašlík         | Banes Motor České Budějovice |                      |                      |
| 19                                        | Ú                    | Patrik Hrehorčák     | HC Oceláři Třinec            |                      |                      |
| 22                                        | O                    | Samuel Kňažko        | Cleveland Monsters           |                      |                      |
| 24                                        | B                    | Patrik Rybár         | HC Rudá hvězda Kunlun        |                      |                      |
| 27                                        | Ú                    | Sebastián Čederle    | HK Nitra                     |                      |                      |
| 31                                        | B                    | Samuel Hlavaj        | Iowa Wild                    |                      |                      |
| 32                                        | B                    | Adam Húska           | HC Lugano                    |                      |                      |
| 40                                        | Ú                    | Miloš Roman – A      | HC Oceláři Třinec            |                      |                      |
| 42                                        | Ú                    | Samuel Honzek        | Calgary Flames               |                      |                      |
| 44                                        | O                    | Mislav Rosandić      | HC Košice                    |                      |                      |
| 49                                        | Ú                    | Samuel Takáč – A     | HC Slovan Bratislava         |                      |                      |
| 64                                        | O                    | Patrik Koch          | HC Oceláři Třinec            |                      |                      |
| 73                                        | O                    | Michal Beňo          | HKM Zvolen                   |                      |                      |
| 87                                        | Ú                    | Pavol Regenda        | San Jose Barracuda           |                      |                      |
| 88                                        | Ú                    | Martin Chromiak      | Ontario Reign                |                      |                      |
| 91                                        | Ú                    | Matúš Sukeľ –        | HC VERVA Litvínov            |                      |                      |
| 98                                        | O                    | Andrej Golian        | HC Slovan Bratislava         |                      |                      |
| Zranění hráči, kteří odstoupili z turnaje |                      |                      |                              |                      |                      |
| 29                                        | O                    | Michal Ivan – A      | Bílí Tygři Liberec           |                      |                      |

### Slovinsko
- Soupiska na oficiálních webových stránkách: zde
- Hlavní trenér:  Edo Terglav
- Asistent trenéra:  Gorazd Drinovec
- Asistent trenéra:  Andrej Tavželj
- Trenér brankářů:  Klemen Mohorič

| 4  | O | Aleksandar Magovac  | Gothiques d'Amiens            |
| 6  | O | Miha Štebih         | SK Horácká Slavia Třebíč      |
| 8  | Ú | Marcel Mahkovec     | HK Olimpija                   |
| 10 | Ú | Miha Beričič        | HK Olimpija                   |
| 12 | Ú | Nik Simšič          | HK Olimpija                   |
| 13 | Ú | Nace Langus         | Augustana University          |
| 14 | O | Matic Podlipnik – A | EC Kitzbühel                  |
| 15 | O | Blaž Gregorc        | HK Olimpija                   |
| 17 | O | Jan Goličič         | Gatineau Olympiques           |
| 18 | Ú | Ken Ograjenšek      | EHC Black Wings Linz          |
| 21 | Ú | Jan Drozg           | HC Rudá hvězda Kunlun         |
| 23 | Ú | Jaka Sodja          | HK Olimpija                   |
| 33 | B | Žan Us              | HDD Jesenice                  |
| 41 | O | Jan Ćosić           | HK Olimpija                   |
| 43 | O | Urban Podrekar      | Flint Firebirds               |
| 46 | Ú | Matic Török – A     | KooKoo                        |
| 47 | Ú | Rok Macuh           | HC Olomouc                    |
| 49 | Ú | Filip Sitar         | University of Connecticut     |
| 55 | Ú | Robert Sabolič –    | HK Olimpija                   |
| 61 | B | Lukáš Horák         | HK Olimpija                   |
| 69 | B | Matija Pintarič     | Brûleurs de Loups de Grenoble |
| 70 | Ú | Rok Kapel           | HK Olimpija                   |
| 91 | Ú | Žan Jezovšek        | EV Lindau                     |
| 92 | Ú | Anže Žeželj         | Alba Volán Székesfehérvár     |
| 96 | O | Bine Mašič          | HK Olimpija                   |

### Švédsko
- Soupiska na oficiálních webových stránkách: zde
- Hlavní trenér:  Sam Hallam
- Asistent trenéra:  Stefan Klockare
- Asistent trenéra:  Nicklas Rahm
- Asistent trenéra:  Anders Sörensen
- Trenér brankářů:  Anthon Hansson

| 4  | O | Rasmus Andersson –  | Calgary Flames       |
| 6  | O | Adam Larsson        | Seattle Kraken       |
| 8  | O | Jonas Brodin        | Minnesota Wild       |
| 9  | Ú | Filip Forsberg      | Nashville Predators  |
| 10 | Ú | Alexander Wennberg  | San Jose Sharks      |
| 11 | Ú | Mikael Backlund – A | Calgary Flames       |
| 12 | Ú | Max Friberg         | Frölunda HC          |
| 23 | Ú | Lucas Raymond       | Detroit Red Wings    |
| 25 | B | Jacob Markström     | New Jersey Devils    |
| 26 | Ú | Anton Bengtsson     | Rögle BK             |
| 28 | Ú | Elias Lindholm      | Boston Bruins        |
| 29 | O | Marcus Pettersson   | Vancouver Canucks    |
| 33 | B | Samuel Ersson       | Philadelphia Flyers  |
| 37 | Ú | Isac Lundeström     | Anaheim Ducks        |
| 38 | O | Rasmus Sandin       | Washington Capitals  |
| 40 | B | Arvid Söderblom     | Chicago Blackhawks   |
| 51 | Ú | Emil Heineman       | Montreal Canadiens   |
| 56 | O | Erik Gustafsson     | Detroit Red Wings    |
| 71 | Ú | William Karlsson    | Vegas Golden Knights |
| 77 | O | Simon Edvinsson     | Detroit Red Wings    |
| 82 | Ú | Jesper Frödén       | ZSC Lions            |
| 88 | Ú | William Nylander    | Toronto Maple Leafs  |
| 90 | Ú | Marcus Johansson    | Minnesota Wild       |
| 91 | Ú | Leo Carlsson        | Anaheim Ducks        |
| 93 | Ú | Mika Zibanejad – A  | New York Rangers     |

## Skupina B

### Česko
- Soupiska na oficiálních webových stránkách: zde
- Hlavní trenér:  Radim Rulík
- Asistent trenéra:  Jiří Kalous
- Asistent trenéra:  Tomáš Plekanec
- Asistent trenéra:  Marek Židlický
- Trenér brankářů:  Ondřej Pavelec

| Česko na MS 2025                          | Česko na MS 2025 | Česko na MS 2025   | Česko na MS 2025        | Česko na MS 2025 | Česko na MS 2025 |
| Číslo                                     | Post             | Hráč               | Klub                    |                  |                  |
| ----------------------------------------- | ---------------- | ------------------ | ----------------------- | ---------------- | ---------------- |
| 7                                         | O                | David Špaček       | Iowa Wild               |                  |                  |
| 8                                         | Ú                | Ondřej Beránek     | HC Energie Karlovy Vary |                  |                  |
| 10                                        | Ú                | Roman Červenka –   | HC Dynamo Pardubice     |                  |                  |
| 17                                        | O                | Filip Hronek – A   | Vancouver Canucks       |                  |                  |
| 18                                        | Ú                | Filip Zadina       | HC Davos                |                  |                  |
| 19                                        | Ú                | Jakub Flek         | HC Kometa Brno          |                  |                  |
| 20                                        | O                | Daniel Gazda       | Tampereen Ilves         |                  |                  |
| 23                                        | Ú                | Lukáš Sedlák       | HC Dynamo Pardubice     |                  |                  |
| 24                                        | Ú                | Adam Klapka        | Calgary Flames          |                  |                  |
| 26                                        | O                | Jiří Ticháček      | Rytíři Kladno           |                  |                  |
| 32                                        | B                | Josef Kořenář      | HC Sparta Praha         |                  |                  |
| 36                                        | O                | Jakub Krejčík      | HC Sparta Praha         |                  |                  |
| 43                                        | Ú                | Michael Špaček     | HC Sparta Praha         |                  |                  |
| 44                                        | Ú                | Matěj Stránský     | HC Davos                |                  |                  |
| 50                                        | B                | Karel Vejmelka     | Utah Mammoth            |                  |                  |
| 55                                        | O                | Libor Hájek        | HC Dynamo Pardubice     |                  |                  |
| 64                                        | Ú                | David Kämpf        | Toronto Maple Leafs     |                  |                  |
| 77                                        | O                | Filip Pyrochta     | BK Mladá Boleslav       |                  |                  |
| 80                                        | B                | Daniel Vladař      | Calgary Flames          |                  |                  |
| 84                                        | O                | Tomáš Kundrátek    | HC Oceláři Třinec       |                  |                  |
| 86                                        | Ú                | Petr Kodýtek       | HIFK                    |                  |                  |
| 88                                        | Ú                | David Pastrňák – A | Boston Bruins           |                  |                  |
| 94                                        | Ú                | Jakub Lauko        | Boston Bruins           |                  |                  |
| 96                                        | Ú                | Daniel Voženílek   | EV Zug                  |                  |                  |
| 98                                        | Ú                | Martin Nečas       | Colorado Avalanche      |                  |                  |
| Zranění hráči, kteří odstoupili z turnaje |                  |                    |                         |                  |                  |
| 22                                        | Ú                | Jáchym Kondelík    | HC Dynamo Pardubice     |                  |                  |

### Dánsko
- Soupiska na oficiálních webových stránkách: zde
- Hlavní trenér:  Mikael Gath
- Asistent trenéra:  Andreas Lilja
- Asistent trenéra:  Morten Madsen

| Dánsko na MS 2025 | Dánsko na MS 2025 | Dánsko na MS 2025     | Dánsko na MS 2025            |
| Číslo             | Post              | Hráč                  | Klub                         |
| ----------------- | ----------------- | --------------------- | ---------------------------- |
| 11                | Ú                 | Alexander True        | MODO                         |
| 12                | Ú                 | Oscar Fisker Molgaard | HV71                         |
| 15                | O                 | Matias Lassen         | Malmö Redhawks               |
| 17                | Ú                 | Nicklas Jensen        | Rapperswil-Jona Lakers       |
| 22                | O                 | Markus Lauridsen      | Löwen Frankfurt              |
| 24                | Ú                 | Nikolaj Ehlers        | Winnipeg Jets                |
| 25                | O                 | Oliver Lauridsen – A  | TPS Turku                    |
| 29                | Ú                 | Mikkel Aagaard        | MODO                         |
| 32                | B                 | Sebastian Dahm        | EC KAC                       |
| 38                | Ú                 | Morten Poulsen        | Herning Blue Fox             |
| 40                | O                 | Anders Koch           | Kiekko-Espoo                 |
| 41                | O                 | Jesper Jensen Aabo –  | EC KAC                       |
| 42                | O                 | Phillip Bruggisser    | Fischtown Pinguins           |
| 46                | Ú                 | Jonas Røndbjerg       | Vegas Golden Knights         |
| 48                | O                 | Nicholas Jensen       | Fischtown Pinguins           |
| 50                | Ú                 | Mathias Bau Hansen    | Herning Blue Fox             |
| 54                | Ú                 | Felix Maegaard Scheel | Fischtown Pinguins           |
| 63                | Ú                 | Patrick Russell – A   | Linköpings HC                |
| 65                | Ú                 | Christian Wejse       | Fischtown Pinguins           |
| 72                | Ú                 | Nicolai Meyer         | Södertälje SK                |
| 77                | Ú                 | Mathias From          | EC KAC                       |
| 80                | B                 | Frederik Dichow       | HV71                         |
| 86                | Ú                 | Joachim Blichfeld     | Rögle BK                     |
| 95                | Ú                 | Nick Olesen           | Banes Motor České Budějovice |

### Kazachstán
- Soupiska na oficiálních webových stránkách: zde
- Hlavní trenér:  Oleg Boljakin
- Asistent trenéra:  Leonīds Tambijevs
- Asistent trenéra:  Georgij Věreščagin
- Asistent trenéra:  Talgat Žajlauov
- Trenér brankářů:  Pavel Bessonov

| 1  | B | Dželal-Ad-Din Amirbekov | Metallurg Magnitogorsk  |
| 7  | O | Leonid Metalnikov       | Admiral Vladivostok     |
| 10 | Ú | Nikita Michajlis – A    | Metallurg Magnitogorsk  |
| 13 | Ú | Dinmuchamed Kaijržan    | Barys Astana            |
| 17 | Ú | Alichan Omirbekov       | Barys Astana            |
| 18 | Ú | Vladimir Volkov         | Arlan Kokčetau          |
| 20 | B | Maxim Pavlenko          | HC Rjazaň               |
| 22 | Ú | Kirill Panjukov         | Barys Astana            |
| 23 | Ú | Maxim Muchametov        | Barys Astana            |
| 24 | O | Dmitrij Breus           | Torpedo Nižnij Novgorod |
| 27 | Ú | Arťom Lichotnikov       | Humo Taškent            |
| 28 | O | Valerij Orechov         | Metallurg Magnitogorsk  |
| 31 | O | Arťom Koroljov          | Nomad                   |
| 32 | B | Sergej Kudrjavcev       | Arlan Kokčetau          |
| 33 | O | Eduard Michajlov        | Arlan Kokčetau          |
| 34 | Ú | Vjačeslav Kolesnikov    | Nomad                   |
| 48 | Ú | Roman Starčenko –       | Barys Astana            |
| 58 | O | Tamirlan Gajtamirov     | Barys Astana            |
| 64 | Ú | Arkadij Šesťakov        | Admiral Vladivostok     |
| 71 | O | Samat Danijar           | Barys Astana            |
| 81 | Ú | Batyrlan Muratov        | Barys Astana            |
| 84 | Ú | Kirill Savickij         | Barys Astana            |
| 87 | O | Adil Beketajev          | Barys Astana            |
| 88 | Ú | Jevgenij Rymarev        | HK Čelny                |
| 96 | Ú | Alichan Asetov – A      | Barys Astana            |

### Maďarsko
- Soupiska na oficiálních webových stránkách: zde
- Hlavní trenér:  Gergely Majoross
- Asistent trenéra:  Balázs Bartalis
- Asistent trenéra:  Davis Kiss
- Asistent trenéra:  Zoltán Szilassy
- Asistent trenéra:  Viktor Tokaji

| 1  | B | Bence Bálizs           | Sparta Warriors     |
| 5  | Ú | Domán Kristóf Szongoth | KooKoo              |
| 7  | Ú | András Mihalik         | Debreceni EAC       |
| 8  | O | Bence Szabó            | Budapešť JA HC      |
| 10 | Ú | Ferenc Laskawy         | Újpesti TE          |
| 11 | O | Gábor Tornyai          | Újpesti TE          |
| 13 | Ú | Krisztián Nagy         | Budapešť JA HC      |
| 16 | Ú | János Hári – A         | Fehérvár AV19       |
| 21 | Ú | Kristóf Papp           | Iowa Heartlanders   |
| 22 | Ú | Vilmos Galló           | KooKoo              |
| 23 | O | Zétény Hadobás         | Iowa Heartlanders   |
| 24 | Ú | Kristof Németh         | Fehérvár AV19       |
| 27 | O | Henrik Nilsson         | Kalmar HC           |
| 30 | B | Adam Vay               | HK Poprad           |
| 33 | O | Milán Horváth          | Budapešť JA HC      |
| 34 | Ú | István Terbócs – A     | Fehérvár AV19       |
| 35 | B | Dominik Horváth        | Fehérvár AV19       |
| 36 | Ú | Csanád Erdély –        | Fehérvár AV19       |
| 55 | O | Tamás Ortenszky        | EHC Winterthur      |
| 61 | Ú | Péter Vincze           | Gyergyói HK         |
| 68 | Ú | Bence Horváth          | Mikkelin Jukurit    |
| 70 | O | Zsombor Garát          | Nottingham Panthers |
| 82 | O | Šimon Szathmáry        | DVTK Jegesmedvék    |
| 87 | Ú | Gergö Ambrus           | Fehérvár AV19       |
| 93 | Ú | Akos Mihaly            | Fehérvár AV19       |

### Německo
- Soupiska na oficiálních webových stránkách: zde
- Hlavní trenér:  Harold Kreis
- Asistent trenéra:  Serge Aubin
- Asistent trenéra:  Robert Leask
- Asistent trenéra:  Alexander Sulzer
- Trenér brankářů:  Ilpo Kauhanen

| Německo na MS 2025                        | Německo na MS 2025 | Německo na MS 2025   | Německo na MS 2025   | Německo na MS 2025 | Německo na MS 2025 |
| Číslo                                     | Post               | Hráč                 | Klub                 |                    |                    |
| ----------------------------------------- | ------------------ | -------------------- | -------------------- | ------------------ | ------------------ |
| 7                                         | Ú                  | Maximilian Kastner   | EHC Red Bull München |                    |                    |
| 11                                        | O                  | Korbinian Geibel     | Eisbären Berlín      |                    |                    |
| 12                                        | O                  | Eric Mik             | Eisbären Berlín      |                    |                    |
| 18                                        | Ú                  | Tim Stützle          | Ottawa Senators      |                    |                    |
| 19                                        | Ú                  | Wojciech Stachowiak  | ERC Ingolstadt       |                    |                    |
| 25                                        | O                  | Leon Hüttl           | ERC Ingolstadt       |                    |                    |
| 30                                        | B                  | Philipp Grubauer     | Seattle Kraken       |                    |                    |
| 31                                        | B                  | Arno Tiefensee       | Adler Mannheim       |                    |                    |
| 35                                        | B                  | Mathias Niederberger | EHC Red Bull München |                    |                    |
| 38                                        | O                  | Fabio Wagner         | ERC Ingolstadt       |                    |                    |
| 40                                        | Ú                  | Alexander Ehl        | Adler Mannheim       |                    |                    |
| 41                                        | O                  | Jonas Müller – A     | Eisbären Berlín      |                    |                    |
| 42                                        | Ú                  | Yasin Ehliz          | EHC Red Bull München |                    |                    |
| 44                                        | Ú                  | Joshua Samanski      | Straubing Tigers     |                    |                    |
| 49                                        | O                  | Lukas Kälble         | Adler Mannheim       |                    |                    |
| 50                                        | Ú                  | Patrick Hager        | EHC Red Bull München |                    |                    |
| 53                                        | O                  | Moritz Seider –      | Detroit Red Wings    |                    |                    |
| 55                                        | O                  | Maksymilian Szuber   | Arizona Coyotes      |                    |                    |
| 56                                        | Ú                  | Manuel Wiederer      | Eisbären Berlín      |                    |                    |
| 65                                        | Ú                  | Marc Michaelis – A   | Adler Mannheim       |                    |                    |
| 72                                        | Ú                  | Dominik Kahun        | Lausanne HC          |                    |                    |
| 74                                        | Ú                  | Justin Schütz        | Adler Mannheim       |                    |                    |
| 83                                        | Ú                  | Leonhard Pföderl     | Eisbären Berlín      |                    |                    |
| 92                                        | Ú                  | Marcel Noebels       | Eisbären Berlín      |                    |                    |
| 95                                        | Ú                  | Frederik Tiffels     | Eisbären Berlín      |                    |                    |
| Zranění hráči, kteří odstoupili z turnaje |                    |                      |                      |                    |                    |
| 73                                        | Ú                  | Lukas Reichel        | Chicago Blackhawks   |                    |                    |

### Norsko
- Soupiska na oficiálních webových stránkách: zde
- Hlavní trenér:  Tobias Johansson
- Asistent trenéra:  Niklas Andresen
- Asistent trenéra:  Pär Johansson
- Trenér brankářů:  Daniel Jørgensen

| 2  | O | Isak Hansen                | Vimmerby HC             |
| 4  | O | Johannes Johannesen        | Pelicans Lahti          |
| 5  | O | Jonas Nyhus Myhre          | Sparta Warriors         |
| 7  | O | Sander Vold Engebraten     | BIK Karlskoga           |
| 12 | Ú | Noah Steen – A             | Örebro HK               |
| 13 | Ú | Petter Vesterheim          | Malmö Redhawks          |
| 17 | Ú | Eirik Östrem Salsten       | HC Energie Karlovy Vary |
| 18 | Ú | Thomas Olsen               | Mikkelin Jukurit        |
| 19 | Ú | Haavard Östrem Salsten     | Storhamar Hockey        |
| 21 | Ú | Martin Johnsen             | Mora IK                 |
| 22 | Ú | Martin Rönnild             | Storhamar Hockey        |
| 23 | Ú | Thomas Berg-Paulsen –      | Malmö Redhawks          |
| 24 | Ú | Jacob Berglund             | Storhamar Hockey        |
| 26 | Ú | Patrick Elvsveen           | Stavanger Oilers        |
| 27 | Ú | Andreas Martinsen          | Storhamar Hockey        |
| 28 | Ú | Michael Brandsegg-Nygård   | Skellefteå AIK          |
| 30 | B | Tobias Normann             | Frölunda HC             |
| 31 | B | Jonas Arntzen              | Örebro HK               |
| 32 | B | Mathias Schjerpen Arnkværn | Vålerenga               |
| 37 | Ú | Markus Vikingstad          | Fischtown Pinguins      |
| 39 | Ú | Simen Andre Edvardsen      | BIK Karlskoga           |
| 43 | O | Max Krogdahl               | Djurgårdens IF          |
| 47 | O | Adrian Saxrud-Danielsen    | Storhamar Hockey        |
| 54 | O | Sander Hurröd              | Storhamar Hockey        |
| 71 | Ú | Eskild Bakke Olsen         | BIK Karlskoga           |
| 72 | O | Stian Solberg              | Anaheim Ducks           |
| 78 | O | Emil Lilleberg – A         | Tampa Bay Lightning     |

### Spojené státy americké
- Soupiska na oficiálních webových stránkách: zde
- Hlavní trenér:  Ryan Warsofsky
- Asistent trenéra:  Kevin Dean
- Asistent trenéra:  Adam Nightingale
- Asistent trenéra:  Mike Vellucci
- Trenér brankářů:  Thomas Speer

| 1  | B | Jeremy Swayman     | Boston Bruins               |
| 2  | O | Jackson LaCombe    | Anaheim Ducks               |
| 6  | O | Mason Lohrei       | Boston Bruins               |
| 7  | O | Michael Kesselring | Utah Mammoth                |
| 8  | O | Zachary Werenski   | Columbus Blue Jackets       |
| 9  | Ú | Clayton Keller –   | Utah Mammoth                |
| 10 | Ú | Matthew Beniers    | Seattle Kraken              |
| 12 | Ú | Shane Pinto        | Ottawa Senators             |
| 18 | Ú | Drew O’Connor      | Vancouver Canucks           |
| 19 | Ú | Cutter Gauthier    | Anaheim Ducks               |
| 20 | O | Andrew Peeke       | Boston Bruins               |
| 22 | Ú | Isaac Howard       | Michigan State University   |
| 23 | Ú | Michael Eyssimont  | Seattle Kraken              |
| 28 | O | Zeev Buium         | Minnesota Wild              |
| 30 | B | Hampton Slukynsky  | Western Michigan University |
| 35 | B | Joey Daccord       | Seattle Kraken              |
| 43 | Ú | Will Smith         | San Jose Sharks             |
| 47 | Ú | Michael McCarron   | Nashville Predators         |
| 72 | Ú | Tage Thompson – A  | Buffalo Sabres              |
| 73 | O | Alex Vlasic        | Chicago Blackhawks          |
| 76 | O | Brady Skjei – A    | Nashville Predators         |
| 81 | Ú | Josh Doan          | Utah Mammoth                |
| 83 | Ú | Conor Garland – A  | Vancouver Canucks           |
| 91 | Ú | Frank Nazar        | Chicago Blackhawks          |
| 92 | Ú | Logan Cooley       | Utah Mammoth                |

### Švýcarsko
- Soupiska na oficiálních webových stránkách: zde
- Hlavní trenér:  Patrick Fischer
- Asistent trenéra:  Jan Cadieux
- Asistent trenéra:  Rikard Franzén
- Asistent trenéra:  Marcel Jenni
- Trenér brankářů:  Thomas Bäumle

| Švýcarsko na MS 2025                      | Švýcarsko na MS 2025 | Švýcarsko na MS 2025   | Švýcarsko na MS 2025      | Švýcarsko na MS 2025 | Švýcarsko na MS 2025 |
| Číslo                                     | Post                 | Hráč                   | Klub                      |                      |                      |
| ----------------------------------------- | -------------------- | ---------------------- | ------------------------- | -------------------- | -------------------- |
| 8                                         | Ú                    | Simon Knak             | HC Davos                  |                      |                      |
| 9                                         | Ú                    | Damien Riat            | Lausanne HC               |                      |                      |
| 10                                        | Ú                    | Andres Ambühl          | HC Davos                  |                      |                      |
| 14                                        | O                    | Dean Kukan             | ZSC Lions                 |                      |                      |
| 15                                        | Ú                    | Grégory Hofmann        | EV Zug                    |                      |                      |
| 17                                        | Ú                    | Ken Jäger              | Lausanne HC               |                      |                      |
| 21                                        | Ú                    | Kevin Fiala            | Los Angeles Kings         |                      |                      |
| 22                                        | Ú                    | Nino Niederreiter      | Winnipeg Jets             |                      |                      |
| 26                                        | B                    | Sandro Aeschlimann     | HC Davos                  |                      |                      |
| 28                                        | Ú                    | Timo Meier             | New Jersey Devils         |                      |                      |
| 34                                        | B                    | Stéphane Charlin       | SCL Tigers                |                      |                      |
| 43                                        | O                    | Andrea Glauser –       | Lausanne HC               |                      |                      |
| 45                                        | O                    | Michael Fora           | HC Davos                  |                      |                      |
| 54                                        | O                    | Christian Marti        | ZSC Lions                 |                      |                      |
| 56                                        | O                    | Tim Berni              | Ženeva-Servette HC        |                      |                      |
| 62                                        | Ú                    | Denis Malgin           | ZSC Lions                 |                      |                      |
| 63                                        | B                    | Leonardo Genoni        | EV Zug                    |                      |                      |
| 71                                        | O                    | Jonas Siegenthaler – A | New Jersey Devils         |                      |                      |
| 72                                        | O                    | Dominik Egli           | Frölunda HC               |                      |                      |
| 73                                        | Ú                    | Sandro Schmid          | Fribourg-Gottéron         |                      |                      |
| 80                                        | Ú                    | Nicolas Baechler       | ZSC Lions                 |                      |                      |
| 85                                        | Ú                    | Sven Andrighetto – A   | ZSC Lions                 |                      |                      |
| 86                                        | O                    | Janis Moser            | Tampa Bay Lightning       |                      |                      |
| 88                                        | Ú                    | Christoph Bertschy     | Fribourg-Gottéron         |                      |                      |
| 95                                        | Ú                    | Tyler Moy              | SC Rapperswil-Jona Lakers |                      |                      |
| Zranění hráči, kteří odstoupili z turnaje |                      |                        |                           |                      |                      |
| 13                                        | Ú                    | Nico Hischier –        | New Jersey Devils         |                      |                      |